# 텔리아

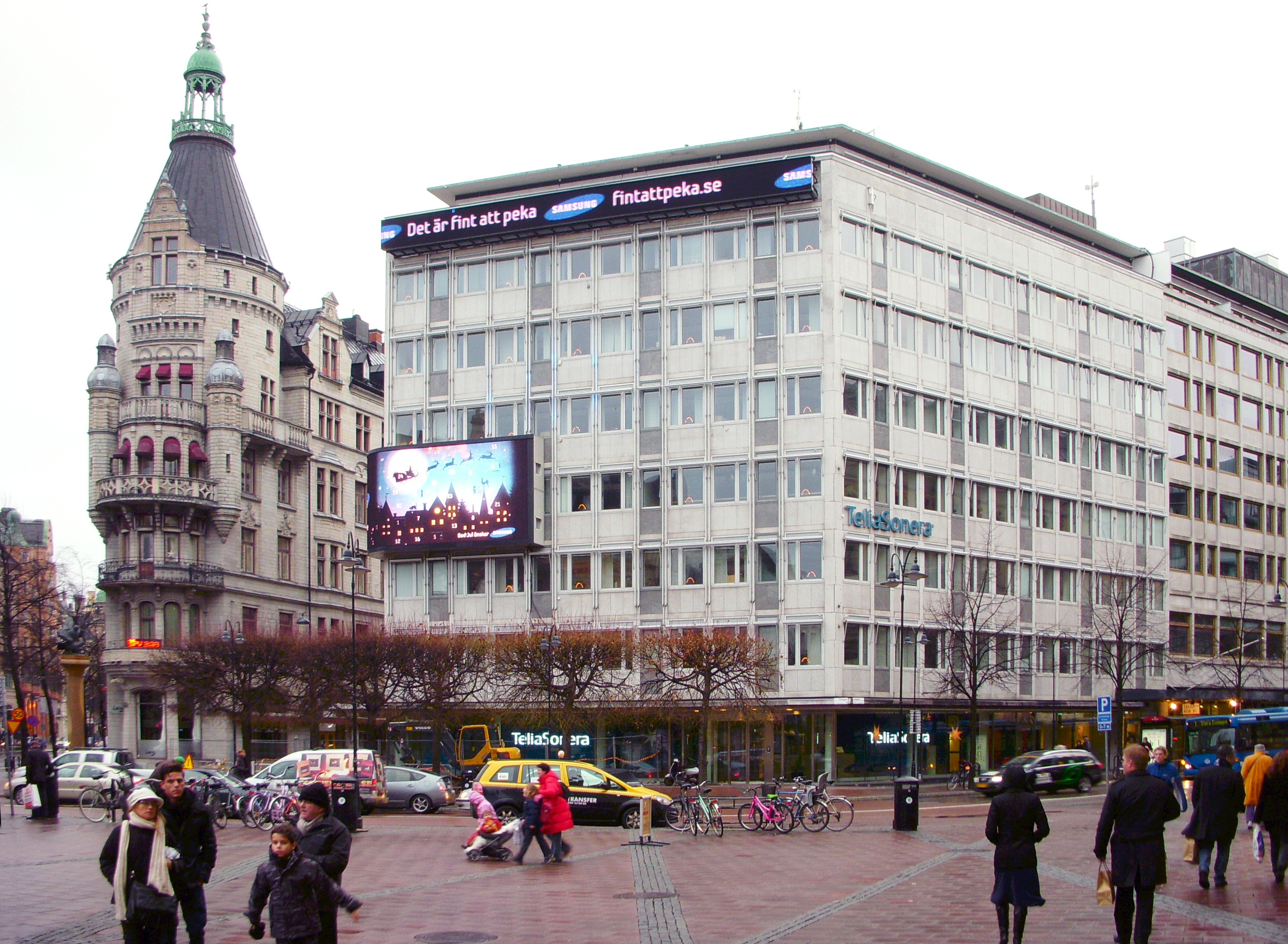

텔리아소네라(TeliaSonera)는 스웨덴과 핀란드의 전화 및 이동 통신사이다. 노르딕 및 발트 연안 국가, 중앙 아시아, 스페인에서 사업을 하고 있다. 2010년 총 가입자 수는 1억 5천만 명이다. 본사는 스웨덴 스톡홀름에 있으며 스톡홀름 증권 거래소와 헬싱키 증권 거래소에서 주식이 거래 중이다.

## 역사
텔리아소네라는 2002년 스웨덴과 핀란드의 통신 회사 텔리아와 소네라의 합병으로 탄생하였다. 텔리아는 소네라와 합병하기 전 노르웨이 통신 회사 텔레노르와 합병하려고 하였으나, 합병이 실패한 이후 소네라와 합병하였다. 현재 텔레노르는 노르딕 국가에서 텔리아의 주요 경쟁사이다.
텔리아는 민영화 이전 스웨덴의 전화를 독점 운영하였고, 소네라는 핀란드의 시외 전화를 독점 운영하였으나 지역 내 통신은 지역 내 통신 조합에서 운영하였다. 합병 이후에도 스웨덴과 핀란드에서는 텔리아와 소네라 브랜드를 계속 유지하고 있다. 주식의 37%는 스웨덴 정부, 13.2%는 핀란드 정부, 나머지는 기타 투자자들이 소유하고 있다.
2006년 스웨덴 국회 선거에서 스웨덴 연맹당(이후 연합 정권을 형성함)은 정부 소유의 텔리아소네라 주식을 매각하는 정책을 세웠다. 2008년 초 스웨덴에서 2000명, 핀란드에서 900명을 감원하여 약 5억 유로의 비용을 절감하였다. 텔리아소네라의 국제 캐리어(AS1299)는 티어 1 네트워크의 일부이다.
2008년 6월 5일 프랑스 텔레콤에서 330억 유로에 인수를 제안하였으나, 이사회에서 즉각 거절하였다.

### 텔리아
1853년 스톡홀름과 웁살라 사이에 전기 전보 통신선이 설치되면서 텔레그라프베르케트(Kungl. Telegrafverket, 왕립 전보 회사)가 설립되었다. 스웨덴에서는 알렉산더 그레이엄 벨의 특허가 인정되지 않았기 때문에 벨 시스템이 영향력을 미치지 못했고, 스웨덴의 경쟁 회사 올메나 텔레폰(Allmänna Telefon)은 에릭슨에서 장비를 공급받았다. 텔레그라프베르케트에서는 전화 회사 릭스텔레폰(Rikstelefon)을 이후 설립하였다. 릭스텔레폰은 장거리 전화를 독점하면서 여러 시내 전화 회사에 영향력을 끼쳤다.
1920년 사실상(de facto) 전화 사업을 독점하였으나 법적으로 보장되지는 않았다. 1953년 이름을 텔레베르케트(Televerket)로 바꾸었다. 1992년 7월 1일 감독 사업을 PTS(Post- och telestyrelsen)로 분리하였다. 국영 라디오 및 TV 송신망은 테라콤(Teracom)으로 분사되었다. 1993년 7월 1일 남아 있는 유선 및 이동통신 사업부는 정부 소유 주식회사 텔리아 AB(Telia AB)로 이름을 바꾸었다. 닷컴 거품의 정점이었던 2000년 6월 13일 스웨덴 정부는 주식의 1/3을 스톡홀름 증권 거래소에 상장하여 현금 자산을 확보하였다.
1980년대 텔레베르케트에서는 NMT 망을 구축하였고, 1990년대에는 GSM 망을 구축하였다. 아날로그 이동 통신 시대부터 독점이 깨지기 시작하였고, 인터넷이 보급되면서 경쟁자는 더 늘어났다. 이 영역에서의 주요 경쟁자는 텔레2이다. 2000년 12월 PTS에서 3세대 이동전화 허가를 내 주었을 때 텔리아는 허가를 얻지 못하였으나, 텔레2의 허가 하에 공동으로 3세대 이동통신망을 설치하기로 하였다.

### 소네라
1855년 러시아 제국 당시 핀란드에 전보를 설치하였고, 1917년 독립 이후 국가에서 전보 관리 부서를 설립하면서 소네라의 역사가 시작되었다. 1927년 우편 사업권을 획득하였다. 1981년 부서 이름을 Posti- ja lennätinlaitos(우편 전보부)에서 Posti- ja telelaitos(우편 통신부)로 개칭하였다. 1990년 정부 부서에서 국영 기업으로 전환하였다.
1992년까지는 핀란드의 장거리 및 국제 전화를 독점하였고, 이후 다른 사업자들이 진출하였다. 같은 해에 핀란드 최초 GSM 이동통신망이 개통되었다. 1994년 수오멘 PT(Suomen PT Oy)라는 기업이 설립되어 우편 회사와 통신 회사를 포함하는 체제로 개편되었고, 우편 회사와 통신 회사는 수오멘 포스티(Suomen Posti Oy)와 텔레콤 핀란드(Telecom Finland Oy)로 분사되었다. 분사 이후 장거리 및 국제 전화 독점이 풀렸고, 회사 규모도 약 3000명으로 감원하였다.
1994년부터 1997년까지는 텔레콤 핀란드라는 이름으로 영업하였으며, 1997년 핀란드 국회에서 부분 민영화를 의결하면서 1998년 소네라로 개칭하였다. 이후 수오멘 PT의 통신 사업 관리부가 해체되어 우편과 통신은 완전히 분리되었다. 1998년 11월 헬싱키 증권 거래소에 주식 22.2%를 상장하였다. 이후 주식 상장이 계속 진행되어 정부 소유분을 52.8%까지 줄였다. 1999년에는 나스닥에 주식을 상장하였다.
2000년 여름에는 독일의 3세대 네트워크에 스페인 텔레포니카와 공동으로 투자하였다. 이후 큰 손해를 보고 2002년 투자를 철수하였다. 2002년 3월 26일 스웨덴 텔리아와 합병하기로 결의하였고, 2002년 12월 9일 주식 인수를 완료하고 2003년 1월 1일 텔리아소네라를 창립하였다.

## 사업 영역
노르딕 국가 및 발트 해 연안 국가에서 최대의 통신 회사이며, 유럽에서 가장 큰 IP 백본 네트워크(AS1299)를 소유하고 있다. 2010년 스웨덴에서 세계 최초로 LTE 서비스를 상용화하였고, 노르딕 및 발트 연안 국가와 일부 중앙 아시아 국가로 확대하고 있다.

### 노르딕 국가
덴마크에서는 이동 통신사(텔리아 덴마크), MVNO(Call Me), 인터넷 서비스 제공사(텔리아)를 운영하고 있다. 1995년 텔리아 스토파(Telia Stofa)와 텔리아의 합병으로 생겼다. 텔레노르 덴마크와 경쟁하고 있으며, 덴마크 내 가입자 수는 3위이다. 덴마크에서는 4번째로 3세대 서비스를 시작하였고, 전국 EDGE 망을 설치하였다. 2008년 인터넷 서비스를 제공하기 시작하였으며, 무료 디지털 TV를 제공한다. 스토파는 케이블 TV 사업자이며, 케이블 모뎀을 통하여 인터넷을 사용할 수 있다. 덴마크 내에서는 마젠타 색을 사용하기 위하여 도이체 텔레콤과 경쟁하고 있다.
1998년 노르웨이 정부에서 전화 사업을 통제하지 않기 시작하면서 노르웨이에 진출하였다. 가상 인터넷 사업자 및 전화 사업자로 초기에 진출하였다. 텔레노르와 합병을 위하여 엔텔(Entel)에 매각하였으나, 2000년 넷콤(NetCom)을 인수하여 다시 진출하였다. 2006년 MVNO 사업자 체스 커뮤니케이션(Chess Communication)과 인터넷 서비스 공급자 넥스트젠텔(NextGentel)을 인수하여 사업 영역을 확대하였다.
스웨덴에서는 헤일밥(HaleBop) 브랜드로 MVNO 사업에 진출하였고, 핀란드에서는 과거 자회사로 설립했다가 인수한 텔레 핀란드(Tele Finland) 브랜드로 MVNO 사업에 진출하였다.

### 기타 유럽 국가
2009년 9월 에스토니아 정부와의 합의로 에스토니아의 통신 회사 에스티 텔레콤(Eesti Telekom)의 주식 100%를 인수하였다. 라트비아 LMT의 주식 49%(24.5%는 텔리아소네라 AB, 나머지 24.5%는 소네라 홀딩 B.V. 소유)를 가지고 있으며, LMT의 주식 23%를 소유한 라트텔레콤(Lattelecom)의 주식 49%를 소유하고 있다. 리투아니아에서는 옴니텔(Omnitel) 주식의 100%를 가지고 있으며, 전화 사업자 테오 LT(Teo LT)의 63%를 소유하고 있다.
2007년 조지아의 조셀(Geocell) 주식 58.55%를 인수하였고, 나머지 41.45%는 투르크셀(Turkcell)이 소유하고 있다. 몰도바의 통신사 몰드셀(Moldcell)의 주식 74%를 소유하고 있다. 스페인의 4위 통신 사업자 요이고(Yoigo)의 76.6%를 소유하고 있다.

### 아시아
타지키스탄의 통신 사업자 두 곳을 병합하면서 생긴 Tcell을 소유하고 있다. 네팔의 통신 사업자 스파이스 네팔(Spice Nepal)의 80%를 소유하고 있다. 2005년 사업을 시작하였고, 가입자 수는 2008년 기준 180만 명으로 네팔에서 2위이다. 2010년 3월 메로 모바일(Mero Mobile)을 인수하여 Ncell로 개칭하였다. 2010년 10월 에베레스트 산에 3세대 이동통신망을 설치하였다.